# Chopsticks
"Chopsticks" (o "The Celebrated Chop Waltz") és un molt conegut vals per a piano.
Va ser escrit en 1877 per la compositora britànica Euphemia Allen sota el pseudònim d'Arthur de Lulli. El nom de la composició suggereix que la peça ha de tocar-se al compàs de 3/4 (vals) amb les dues mans. Un equivalent a aquest exercici musical va ser conegut a Rússia com "tati-tati" i alterna les notes en les dues mans:
Aquesta melodia (coneguda en alguns països hispanoparlants com “palitos xinesos”) és confosa amb Der Flohwalzer.